# Список эпизодов телесериала «Нация Z»
Список эпизодов американского телесериала «Нация Z», сочетающего в себе тему зомби-апокалипсиса, дорожных приключений и фронтирную романтику дикого Запада.

## Обзор сезонов
| Сезон | Сезон | Эпизоды | Оригинальная дата показа | Оригинальная дата показа |
| Сезон | Сезон | Эпизоды | Премьера сезона          | Финал сезона             |
| ----- | ----- | ------- | ------------------------ | ------------------------ |
|       | 1     | 13      | 12 сентября 2014         | 5 декабря 2014           |
|       | 2     | 15      | 11 сентября 2015         | 18 декабря 2015          |
|       | 3     | 15      | 16 сентября 2016         | 16 декабря 2016          |
|       | 4     | 13      | 29 сентября 2017         | 15 декабря 2017          |
|       | 5     | 13      | 5 октября 2018           | 28 декабря 2018          |

## Список серий

### Сезон 1 (2014)
| № общий | № в сезоне | Название                                             | Режиссёр          | Автор сценария               | Дата премьеры    | Зрители в США (млн) |
| --- | ---------- | ---------------------------------------------------- | ----------------- | ---------------------------- | ---------------- | ------------------- |
| 1 | 1          | «Щенки и котята» «Puppies and Kittens»               | Джон Хайамс       | Карл Шефер                   | 12 сентября 2014 | 1,58                |
| Спустя три года после зомби-апокалипсиса лейтенанту Маку Хэммонду предстоит транспортировать из Нью-Йорка в Калифорнию заключённого Мёрфи, единственного пережившего зомби-вирус, в надежде использовать его кровь для создания вакцины. По пути к ним присоединяется другая группа выживших во главе с сержантом Гарнеттом. Хэммонд погибает, группа решает продолжать сопровождать Мёрфи в лабораторию в Калифорнии. |            |                                                      |                   |                              |                  |                     |
| 2 | 2          | «Долбаные зомби» «Fracking Zombies»                  | Джон Хайамс       | Майкл Кассутт                | 19 сентября 2014 | 1,62                |
| В Нью-Джерси у выживших заканчивается топливо. Новичок (Трейвис), примкнувший к группе, показывает им дорогу на местный нефтезавод, чтобы пополнить свои запасы. На заводе выясняется, что Трейвиса и Кассандру связывает какое-то тёмное прошлое. Гражданин Z теряет связь с лабораторией. |            |                                                      |                   |                              |                  |                     |
| 3 | 3          | «Пир в Филадельфии» «Philly Feast»                   | Луис Прието       | Эрик Уоллес и Карл Шефер     | 26 сентября 2014 | 1,60                |
| В Филадельфии из группы похищают подругу Мэка — Эдди. Выясняется, что это сделали люди из общины каннибалов, в которой ранее состояла Кассандра. Выжившим приходится выручать Эдди из плена. |            |                                                      |                   |                              |                  |                     |
| 4 | 4          | «Цельнометаллический зомби» «Full Metal Zombie»      | Майкл Робисан     | Эрик Бернт                   | 3 октября 2014   | 1,55                |
| В Филадельфии наши герои натыкаются на 2 группы вооружённых мародёров, которые отобрали у них пикап. Впоследствии машина возвращается к ним. Группа связывается с гражданином Z, который рассказывает им про вертолёт, находящийся неподалёку от них. Выжившие отправляются на его поиски, где оказывается генерал, который пытается их убить. Он отводит их к поломанному вертолёту и сам погибает. Все думают, что Док, к которому в шахту бросили гранату, мёртв, но в конце серии он оказывается живым. |            |                                                      |                   |                              |                  |                     |
| 5 | 5          | «Милый дом, милый зомби» «Home Sweet Zombie»         | Луис Прието       | Дэн Мерчант                  | 10 октября 2014  | 1,26                |
| В южном Иллинойсе группа останавливается в Касл Пойнте — родном городе Роберты, где собирается переждать надвигающийся ураган. В своём доме Роберта обнаруживает раненого парня и девушку, которая объясняет ей, что в доме им разрешил укрыться пожарный. У Роберты появляется надежда, что её муж Антуан ещё жив. Вместе с Чарли они пытаются отыскать его в местной пожарной части. Док помогает раненому парню, сделав тому трепанацию черепа. Тем временем дом Роберты оказывается в эпицентре зомби-торнадо. |            |                                                      |                   |                              |                  |                     |
| 6 | 6          | «Воскрешение Зет» «Resurrection Z»                   | Джон Хайамс       | Крэйг Энглер                 | 17 октября 2014  | 1,57                |
| Группа сталкивается с религиозным культом, Гарнетт погибает. |            |                                                      |                   |                              |                  |                     |
| 7 | 7          | «Добро пожаловать в Бар-Дак» «Welcome to the FU-bar» | Абрам Кокс        | Дженнифер Дервингсон         | 24 октября 2014  | 1,34                |
| Как выжившие пытаются оправиться от смерти Гарнетта, в Канзасе они попадают на соревнование по стрельбе в зомби. |            |                                                      |                   |                              |                  |                     |
| 8 | 8          | «Зунами» «Zunami»                                    | Джон Хайамс       | Дэн Мерчант                  | 31 октября 2014  | 1,10                |
| Группа пережидает зомби-цунами в морге, Гражданин Z встречает неожиданного посетителя, который не может быть тем, кем кажется. |            |                                                      |                   |                              |                  |                     |
| 9 | 9          | «Умри, зомби, умри... снова» «Die Zombie Die..Again» | Тим Эндрю         | Дэн Мерчант и Карл Шефер     | 7 ноября 2014    | 1,30                |
| Мэк и Эдди пытаются нагнать основную группу, Эдди узнаёт, что означают её видения. |            |                                                      |                   |                              |                  |                     |
| 10 | 10         | «На грани ядерного взрыва» «Going Nuclear»           | Ник Лион          | Крэйг Энглер и Майкл Кассутт | 14 ноября 2014   | 1,49                |
| Группа (без Эдди и Мэка, с которыми они разминулись в начале 7 эпизода) попадает на АЭС в Эджмонт, Южная Дакота, которая кишит светящимися от радиации зомби. Там встречаются с Уилбургом Грейди и его дочерью Амелией. Уилбург пытается остудить реактор, который грозит взрывом. Группа помогает Уилбургу добраться до пункта управления реактором, но попытка остудить реактор проваливается. Уилбург погибает от дозы радиации. Третий человек, выживший в Эджмонте, — Гомер, бывший сотрудник местной АЭС. Ему при помощи группы удается опустить стержни вручную, предотвратив взрыв реактора, но сам он при этом погибает. |            |                                                      |                   |                              |                  |                     |
| 11 | 11         | «Сёстры милосердия» «Sisters of Mercy»               | Рэйчел Голденберг | Дженнифер Дервингсон         | 21 ноября 2014   | 1,40                |
| Под чутким управлением гражданина Z группе удаётся встретиться на заброшенной базе. Там же члены группы и гражданин Z общаются по видеосвязи. Во время движения группы по автодороге им попадаются: труп зомби-мальчика, зомби-мальчик и подросток, который поясняет, что направляется в Солт-Лейк-Сити к своему отцу. Подросток приводит группу к лагерю, где всем заправляют женщины. Себя они называют «Сёстры милосердия». На деле «сёстры» — очередной культ, во главу угла в котором поставлена ненависть к мужскому полу. В лагере «сестёр» могут находиться только особи женского пола и мальчики до 13 лет. Остальным уготована незавидная участь — их изгоняют. Женская часть группы отдыхает в лагере, в это время Эдди поддаётся влиянию лидера «сестёр» и принимает решение остаться с ними, бросив группу и своего возлюбленного Мака. Группа без Эдди отъезжает от лагеря, но Мак решает вернуться и пытается открыто зайти в лагерь. На заднем плане раздаются выстрелы, дальнейшая судьба Мака и Эдди неизвестна. Остальная группа едет дальше в Калифорнию. |            |                                                      |                   |                              |                  |                     |
| 12 | 12         | «Закон Мёрфи» «Murphy's Law»                         | Тим Эндрю         | Майкл Кассутт                | 28 ноября 2014   | 1,61                |
| Группа продолжает движение в сторону Калифорнии. Из-за затора они вынужденно съехали с шоссе и оставили машину, в результате чего были атакованы толпой зомби. Группу спасают трое выживших, но у них, кажется, есть свои планы на Мёрфи: обманом усыпив остальных членов группы они похищают его. Мёрфи предлагают выбор: свобода в обмен на помощь в проникновении на склады наркосодержащих лекарств, кишащих гиперактивными и агрессивными зомби-наркоманами. Мёрфи продолжает обнаруживать в себе новые способности, состояние Кассандры ухудшается. |            |                                                      |                   |                              |                  |                     |
| 13 | 13         | «Доктор мёртвых» «Doctor of the Dead»                | Джон Хайамс       | Джон Хайамс и Карл Шефер     | 5 декабря 2014   | 1,44                |
| Сюжет изобилует "флеш-беками" во время до апокалипсиса Z: некий доктор путешествует по миру, забирая образцы тканей мозга у заражённых различными вирусами. Группа по указаниям гражданина Z меняет курс следования: новая точка назначения — Колорадо, где была в последний раз замечена доктор, сделавшая инъекцию вакцины Мёрфи. Под землёй обнаруживается исследовательский комплекс; просмотрев записи персонала, группа понимает, что здесь велась разработка не вакцины, а вируса Z и опыты на зомби. Кассандра теряет последние силы, Мёрфи обращает её. В карантинной зоне группу встречает таинственный доктор и предлагает Мёрфи идти с ним, обещая продолжение работ по разработке вакцины. Гражданин Z выясняет, что доктор совсем не тот, кем представляется, и предупреждает группу. Мёрфи сбегает из базы, несмотря на предупреждения гражданина Z о том, что выход из карантинной зоны без дезинфекции запустит протокол самоуничтожения базы. Стартует ядерная ракета, её видят Эдди в общине «сестёр» и выживший Мак, блуждающий близ общины. Группе помогает выбраться обратившаяся Кассандра, Дока ранят. Запускаются ядерные ракеты, нацеленные на комплексы, задействованные в разработке вируса Z, одна из ракет направлена на базу «Северный свет». Покинувший бункер гражданин Z наблюдает картину старта многочисленных ядерных ракет и картину надвигающегося, на этот раз ядерного, апокалипсиса. |            |                                                      |                   |                              |                  |                     |

### Сезон 2 (2015)
| № общий | № в сезоне | Название                                                                       | Режиссёр          | Автор сценария            | Дата премьеры    | Зрители в США (млн) |
| --- | ---------- | ------------------------------------------------------------------------------ | ----------------- | ------------------------- | ---------------- | ------------------- |
| 14 | 1          | «Тот самый Мёрфи» «The Murphy»                                                 | Джон Хайамс       | Карл Шефер                | 11 сентября 2015 | 0,94                |
| Группа распалась после того, как они пытались пережить надвигающийся взрыв. Гражданин Z обнаруживает, что зомби поблизости растаяли, и вынужден вести борьбу с ними, также он не в состоянии общаться с командой. В отчаянной попытке помочь им добраться до Калифорнии, Гражданин Z выдаёт награду в прямом эфире за Мёрфи. Роберта при смерти, когда наконец воссоединяется с Доком, 10 тысяч, Маком и Эдди. Они путешествуют в Шайенн, штат Вайоминг, где они находят Мёрфи и Кассандру. Тем не менее они сталкиваются с несколькими охотниками за головами, наиболее известным является Васкес. В завязавшейся перестрелке Мёрфи и Кассандра сбегают. |            |                                                                                |                   |                           |                  |                     |
| 15 | 2          | «Белый свет» «White Light»                                                     | Джон Хайамс       | Джон Хайамс               | 18 сентября 2015 | 0,88                |
| Группа подвергается нападению различных охотников за головами и попадает в перестрелку. Каждый член группы проходит через так называемую клиническую смерть, перед тем как они чуть не погибли от рук охотников за головами. Васкес спасает Роберту от охотника за головами. Мака кусают после того, как он попал в пролет лестничной площадки, кишащей зомби. Эдди стреляет Маку в голову сразу после того, как он превращается в зомби. |            |                                                                                |                   |                           |                  |                     |
| 16 | 3          | «Дорога зомби» «Zombie Road»                                                   | Дэн Мерчант       | Дэн Мерчант               | 25 сентября 2015 | 0,99                |
| После Шайенна группа встречает конвой, едущий до Эдмонтона, провинции Альберта. Они объединяются с этим конвоем, но вскоре возникают проблемы в виде подрывников — радиоактивных зомби, получившихся в результате ядерного взрыва и радиоактивных осадков. Лидер конвоя страдает от лучевой болезни, и группа в конце концов решает уйти, как только конвой преодолеет подрывников. Мёрфи и Кассандра снова отделяются от остальной части группы, к которым присоединился выживший из конвоя, который рассказал о лаборатории в Миннеаполисе. |            |                                                                                |                   |                           |                  |                     |
| 17 | 4          | «Партия 47» «Batch 47»                                                         | Александр Йеллен  | Майкл Кассутт             | 2 октября 2015   | 0,90                |
| Мерфи и Кассандра прибывают к теплице, которая кишит зомби-растительными гибридами. В теплице содержится Партия 47, которая, по утверждению лидера лаборатории, может вылечить вирус зомби. Лидер посылает добровольцев, которые могут попытаться получить образец, но доселе никому не удалось это. Благодаря телепатической связи Мёрфи с зомби он может получить образец Партии 47. Первоначальные результаты испытаний на обезглавленной голове зомби выглядят многообещающими, но в конце концов они узнают, что этот препарат также превращает людей в зомби. В то же время гражданин Z передаёт координаты лаборатории в Калифорнии Эдди, но из-за помех она записывает неправильно. Вскоре после выхода из теплицы группа встречает Серену, которая беременна от Мёрфи. |            |                                                                                |                   |                           |                  |                     |
| 18 | 5          | «Зомбомалыш!» «Zombaby!»                                                       | Рэйчел Голденберг | Дженнифер Дервингсон      | 9 октября 2015   | 0,88                |
| Группа едет в сообщество меннонитов, в то время как у Серены начинаются роды. 10 тысяч и Эдди заражаются сибирской язвой. Несмотря на то, что меннониты доброжелательны и помогают группе, Роберта вынуждена ограбить их, чтобы спасти 10 тысяч и Эдди. Орда зомби атакует группу вскоре после рождения ребёнка; в последовавшей драке Серену кусают, Роберта дарит ей милость. |            |                                                                                |                   |                           |                  |                     |
| 19 | 6          | «Зомби-папочка» «Zombie Baby Daddy»                                            | Тим Кокс          | Крэйг Энглер              | 16 октября 2015  | 0,84                |
| Группу заносит в город Спрингфилд, штата Иллинойс, где они борются с зомби. Мёрфи отделяется от группы из-за страха, что они хотят отобрать его ребёнка и убить. Васкес также отделяется от группы; когда он долго не возвращается, Роберта ищет и находит его. Оба раненые, они укрываются в заброшенном госпитале, где Васкес рассказывает, что искал человека, который убил его жену и дочь. По приказу Мёрфи Кассандра сторожит группу, не давая им искать его. 10 тысяч вынужден убить её. Мёрфи находит пару в изолированном доме, кусает их и оставляет ребёнка им, прежде чем вернуться в группу. |            |                                                                                |                   |                           |                  |                     |
| 20 | 7          | «Вниз по Миссисипи» «Down the Mississippi»                                     | Джон Хайамс       | Джон Хайамс               | 23 октября 2015  | 0,76                |
| Группа плывет на юг в лодке по реке Миссисипи в направлении Мемфис, штата Теннесси. К ним присоединяются старые знакомые Скетчи и Скези. Вместе они сталкиваются с группой зомби, которые нападают на лодку. В ходе последовавшей борьбы с зомби 10 тысяч ныряет в воду и теряет своих. При поиске группы 10 тысяч снова сталкивается с Скетчи и Скези, которые убеждают его в том, что знают, как найти остальных. Все трое столкнулись с группой людей в поселении. Из-за недоразумения их судили и приговорили к смертной казни через повешение за измену со стороны лидера группы, известного как Эскорпион. К счастью, 10 тысяч подружился с одной девушкой из поселения. Он сказал ей, где планировал встретиться с остальной частью своей группы. Когда ей удаётся найти их, девушка ведёт группу и они спасают 10 тысяч. |            |                                                                                |                   |                           |                  |                     |
| 21 | 8          | «Тот самый коллектор» «The Collector»                                          | Дэн Мерчант       | Дэн Мерчант               | 30 октября 2015  | 0,87                |
| Мерфи отделяется от остальной части группы и попадает в ловушку для зомби, устроенную в коллекторе. Он становится пленником безумного коллекционера, создающего музей зомби, среди экспонатов которого не только фотографии и постеры классических фильмов, но и натуральные зомби, в частности — превращённый в зомби Джордж Мартин. Находясь в неволе, Мёрфи вынужден пересказать всю историю того, как он пришёл к тому, кем является сейчас. Остальная часть группы ищет Мёрфи в маленьком городке. 10 тысяч является первым, кто нашёл его, но он также схвачен. Остальная часть группы находит и спасает Мёрфи и 10 тысяч. |            |                                                                                |                   |                           |                  |                     |
| 22 | 9          | «Роузвел» «Rozwell»                                                            | Джейсон МакКи     | Крэйг Энглер              | 6 ноября 2015    | 0,84                |
| Группа встречает изолированное сообщество людей в районе Розуэлла, Нью-Мексико, во главе с женщиной по имени Бернадетт. Бернадетт утверждает, что находится в контакте с НЛО. 10 тысяч считает, что существует скрытая подземная база, Роберта предполагает, что она может содержать потенциально рабочую радиоаппаратуру или транспорт, чтобы добраться до лаборатории в Калифорнии быстрее. Они просят Бернадетт, чтобы она привела их к этой базе. По пути они встречают и убивают нечто, похожее на инопланетного зомби. В конце концов они противостоят двум инопланетянам, один из которых пытается похитить Бернадетт. Они смертельно ранят чужеродного похитителя, который оказывается одним из членов общины, одетого в специальный костюм. Он также был одним из последних пилотов подземной базы, многие из которых стали зомби. Перед смертью он упоминает о том, что его миссия — отвезти образцы передовых технологий, хранящиеся на базе, в некую «зону». |            |                                                                                |                   |                           |                  |                     |
| 23 | 10         | «Мы никогда не были в Гранд-Каньоне» «We Were Nowhere Near the Grand Canyon»   | Хуан А. Мас       | Эрик Бернт                | 13 ноября 2015   | 0,67                |
| Группа путешествует примерно в 100 милях к северу от Флагстаффе. Гражданин Z предупреждает группу о приближении орды Зунами. Машина, которой они управляют, ломается, и группа вынуждена разделиться. Мёрфи, Роберта, Васкес и Эдди сталкиваются с группой коренных американцев в казино во главе с Дэнни. 10 тысяч и Док схвачены другой индейской группой во главе с отчуждённым сыном Дэнни — Гордоном. Гордон приводит 10 тысяч и Дока в ловушку и оставляет их умирать, но их спасает сестра Гордона — Айялла. В то же время Роберта инструктирует Гражданина Z о том, как действует гранатомёт, чтобы убить последнего оставшегося зомби на станции. Айялла убеждает 10 тысяч и Дока поехать с ней, чтобы предупредить Дэнни об орде Зунами. Дэнни убеждает свою группу присоединиться к группе Гордона на скалах, но решает остаться в казино, чтобы почтить память своей погибшей жены. Орда Зунами разрушает казино и направляется к группе на скалах. По предложению Дока группа работает с группой Гордона и успешно приводит в действие план, чтобы отвлечь и согнать орду Зунами от скал. |            |                                                                                |                   |                           |                  |                     |
| 24 | 11         | «Повтор всеобщего удовольствия» «Corporate Retreat»                            | Джоди Бинсток     | Мичо Рутейр               | 20 ноября 2015   | 0,77                |
| Группа встречает других выживших в гостинице, которая оставалась там со времён зомби-вспышки. Во главе этой группы бывший менеджер по имени Гидеон, который способствует доверительному общению. Группа разделяется для дальнейшего изучения отеля. Мёрфи и ещё одного человека из другой группы подстреливают, что вызывает беспокойство у обеих групп. В бессознательном состоянии у Мёрфи происходят видения-кошмары, из-за которых его телепатическая связь с зомби усиливается и к гостинице притягивается всё больше зомби. Две группы собираются, чтобы определить, кто стрелял в Мёрфи. В конце концов Гидеон предполагает, что Игги виновен в стрельбе, и прогоняет его. Настоящий стрелок всё ещё на свободе и пытается убить ещё двух человек, в том числе Дока. Обе группы оказываются в ловушке в главном вестибюле, в то время как зомби наполняют отель. В панике стрелок раскрывает себя и пытается уйти с Даной, но в него стреляет зомби, в котором была кровь Мёрфи. Игги возвращается и убивает Гидеона. Обе группы выходят из отеля и расходятся. |            |                                                                                |                   |                           |                  |                     |
| 25 | 12         | «Вечеринка с зомби» «Party With the Zombies»                                   | Абрам Кокс        | Линель Уайт               | 27 ноября 2015   | 0,92                |
| Группа находится недалеко от мексиканской границы, отбиваясь группы зомби. Их спасает Эскорпион, который отводит их к «Королеве мёртвых» — Ла Рейне. Рейна предлагает группе выбор: либо оставить Мёрфи у них в обмен на награду, либо остаться и присоединиться к ней. Группа принимает предложение присоединиться к банде Ла Рейны. Во время вечеринки после инициации Васкес узнаёт в Эскорпионе убийцу своей семьи. Васкес пытается стрелять в Эскорпиона, но его останавливает Роберта. Куриан утверждает, что использовал кровь Мёрфи, чтобы создать лекарство от зомби-вируса. Ла Рейна выбирает Васкеса в качестве испытуемого, чтобы доказать, будет ли лечение работать. |            |                                                                                |                   |                           |                  |                     |
| 26 | 13         | «До свидания, ребята» «Adiós, Muchachos»                                       | Абрам Кокс        | Дженнифер Дервингсон      | 4 декабря 2015   | 0,97                |
| Роберта предлагает Ла Рейне Куриана в качестве первого подопытного. Куриан вынужден ввести лекарство себе. После проверки - укуса обезглавленного зомби, он выживает. Ла Рейна и ее последователи впрыскивают лекарство себе. Куриан рассказывает Мерфи, что теперь они будут находиться под его контролем в течение определенного периода времени. Эскорпион мучает Васкеса, чтобы выяснить истинные намерения Роберты. Эскорпион пытается очернить Роберту перед Ла Рейной, но она и её охраники, находясь под контролем Мёрфи, захватывают Эскорпиона. Влияние Мёрфи на банду Ла Рейны перестаёт действовать, Роберта и её группа спасают Васкеса. Куриан атакует Мёрфи, но Роберта вовремя обезглавливает Куриана. Они встречаются с остальной частью группы и пытаются бежать в то время как их преследует Ла Рейна и её банда. Мёрфи влияет на обычных зомби, чтобы остановить группу полукровок. Эскорпион сбегает и затевает в бой с Васкесом. Васкес бросает Эскорпиона в люк, из которого они только что выбрались, где полным-полно зомби. Группа находит пять машин, и они уезжают в сторону Калифорнии. |            |                                                                                |                   |                           |                  |                     |
| 27 | 14         | «День первый — начало» «Day One»                                               | Дэн Мерчант       | Майкл Кассутт             | 11 декабря 2015  | 0,83                |
| Во флэшбеках, Саймон Крауллер (Гражданин Z) вспоминает, как он попал на Северный полюс. По мере того как группа продолжает свой путь к Калифорнии, каждый член команды также вспоминает о том, что они делали в первый день зомби-вспышки. В то же время кто-то взломал систему на Северном полюсе. Гражданин Z, выслеживая хакера, обнаруживает, что тот использует данные, чтобы найти Мёрфи. Группа прибывает по координатам, ведущим к лаборатории, но находят заброшенный дом. Роберта и Васкес входят в него и встречают леди, которая скрывает какое-то оружие. |            |                                                                                |                   |                           |                  |                     |
| 28 | 15         | «Всё хорошее когда-нибудь заканчивается» «All Good Things Must Come to an End» | Джон Хайамс       | Карл Шефер и Дэниел Шефер | 18 декабря 2015  | 1,10                |
| Гражданин Z пытается предупредить группу, чтобы прервать миссию из-за взлома системы, но безуспешно. В то же время другая группа приходит в дом и пытается претендовать на награду за Мёрфи. В ходе последовавшего конфликта 10 тысяч подстрелили. Тётушка подаёт сигнал для доктора Мёрч. Группа вооружённых людей во главе с капитаном подводной лодки и доктором Мёрч прибывает, чтобы сопровождать Мёрфи (и 10 тысяч) обратно на лодку. После на наших героев нападает группа вооружённых людей во главе с Ла Рейной, которая ищет Мёрфи. Группа Роберты отступает назад в дом, где тётушка показывает им скрытый тайник оружия. В то же время капитан рассказывает Мёрфи о своем намерении принять их в Зону — остров, на котором нет ни одного зомби. Доктор Мёрч говорит, что они попытались разработать лекарство, но результаты были смешанные, и теперь только кровь Мёрфи поможет им добиться успеха. Ла Рейна требует от Роберты расположение Мёрфи. В ходе последовавшей рукопашной драки Ла Рейна собирается нанести смертельный удар Роберте, но Рейну убивает вовремя подоспевший Эскорпион. Васкес обезоруживает его и угрожает убить. В конце концов Васкес щадит жизнь раскаявшегося Эскорпиона, но решает покинуть группу. Эскорпион же присоединяется к Док, Эдди и Роберте. Вместе они приезжают на побережье и видят, как подводная лодка взрывается. Они также видят лодку под управлением Мёрфи (вместе с доктором Мёрч и капитаном, но 10 тысяч нигде не видно) как раз перед тем, как на группу налетают иностранные вооружённые солдаты. Финальная сцена показывает дочь Мёрфи, которая устраивает чаепитие со своими зомби-родителями. |            |                                                                                |                   |                           |                  |                     |

### Сезон 3 (2016)
| № общий | № в сезоне | Название                                                           | Режиссёр             | Автор сценария            | Дата премьеры    | Зрители в США (млн) |
| --- | ---------- | ------------------------------------------------------------------ | -------------------- | ------------------------- | ---------------- | ------------------- |
| 2930 | 12         | «Никакой милости» «No Mercy»                                       | Абрам Кокс           | Карл Шефер и Дэниел Шефер | 16 сентября 2016 | 1,06                |
| Действие происходит между пятой и шестой сериями второго сезона, когда группа ещё только продолжает свой путь в Калифорнию. Ещё жива Кассандра, но необъяснимо отсутствует Васкес. К ним за помощью обращаются члены общины выживших, которых терроризирует некий лысый наемник, именующий себя Человеком. Роберта принимает решение помочь, несмотря на протесты Мерфи, но попытка противостоять Человеку лишь приводит к тому, что все члены общины погибают, а Человек получает то, зачем пришел. |            |                                                                    |                      |                           |                  |                     |
| 31 | 3          | «Новая миссия» «A New Mission»                                     | Дэн Мерчант          | Дэн Мерчант               | 23 сентября 2016 | 1,03                |
| Наблюдающие за бегством Мерфи с гибнущей подводной лодки, Роберта и её спутники попадают в плен к высадившимся на берегу солдатам под командованием доктора Сун Мей из многонациональной колонии на Востоке. Заблудившегося в ледяной пустыне Гражданина Z и его пса спасает девушка Кайя. Мерфи высаживается на берегу вместе с контролируемой им доктором Мерч и присоединившимся к ним 10 тысяч. Здесь они видят, что зомби в безлюдном месте начинают пожирать друг друга, а 10 тысяч перестает вести счет. Команда Роберты и китайцы приходят на место сброса военного груза, но подвергаются нападению так называемых «конченых» — потерявших человеческий облик людей. В итоге все китайцы, кроме Сун Мей, погибают, а груз забирает Мерфи, который объявляет Роберте и остальным, что намерен построить новый мир. Роберта против этих намерений, но ничего не может поделать, так как взятый Мерфи под контроль 10 тысяч держит их на прицеле. Мерфи уезжает, а Роберта и остальные ставят перед собой новую цель — пресечь планы Мерфи, пока не поздно. |            |                                                                    |                      |                           |                  |                     |
| 32 | 4          | «Чудо Мёрфи» «Murphy's Miracle»                                    | Александр Йеллен     | Майкл Кассутт             | 30 сентября 2016 | 0,86                |
| Мерфи и его подконтрольные спутники путешествуют на угнанном у Сун Мей броневике, а идущие по его следу Роберта и остальные забредают в маленький городок, где встречают не вполне нормального почтальона Уолли Бакстера. Гражданин Z, обнаружив, что у Кайи мало еды, решает вернуться на Северный свет, где ещё остались запасы продовольствия. |            |                                                                    |                      |                           |                  |                     |
| 33 | 5          | «Эскорпион и красная рука» «Escorpion and the Red Hand»            | Джейсон МакКи        | Стивен Грэм               | 7 октября 2016   | 0,85                |
| Мерфи обосновался в одном из покинутых городов, куда стекаются привлеченные его славой люди. Доктор Мерч с помощью антидота (оригинальной вакцины) выводит 10 тысяч из-под контроля Мерфи и предлагает ему бежать с уже готовой вакциной, которая делает из людей полузомби-полуживых. Сама она уйти не успевает и 10 тысяч бежит один. Тем временем Роберта и её друзья подверглись нападению Красноруких, которыми руководит некий Скорпион, которого раненая нападавшая описывает как Гектора. Гектор уверяет, что не имеет к Красноруким отношения, но признает, что его прошлое идет за ним. Отчаявшаяся доктор Мерч отдается на съедение зомби. |            |                                                                    |                      |                           |                  |                     |
| 34 | 6          | «Маленький красный и волк Z» «Little Red and the WolfZ»            | Хуан А. Ма           | Дженнифер Дервингсон      | 14 октября 2016  | 0,80                |
| 10 тысяч, раненый, пытается убежать от преследующего его Чаффина, одного из преданных Мерфи людей, а также от быстрых опасных существ, представляющих помесь зомби, человека и волка. Из-за ранений ему мерещится Красная — девушка, с которой он познакомился во время стычки с Человеком. А в это время Мерфи, раздосадованный, что доктор Мерч не может дальше выполнять свою работу, ищет способ сделать её сам. |            |                                                                    |                      |                           |                  |                     |
| 35 | 7          | «Полёт Дока над гнездом кукушки» «Doc Flew Over the Cuckoo's Nest» | Дэн Мерчант          | Тай Ломбарди              | 21 октября 2016  | 0,77                |
| Отбившийся от группы Док попадает в психиатрическую лечебницу, где ещё остаются несколько пациентов и ухаживающая за ними медсестра-психопатка. Там же Док находит вконец ослабевшего 10 тысяч. Окружившие лечебницу зомби готовы ворваться в неё в любой момент. После ряда приключений Доку и 10 тысяч все же удается вырваться. |            |                                                                    |                      |                           |                  |                     |
| 36 | 8          | «Добро пожаловать в Мёрфитаун» «Welcome to Murphytown»             | Джоди Бинсток        | Джоди Бинсток             | 28 октября 2016  | 0,72                |
| Док и 10 тысяч находят остальных товарищей и 10 тысяч рассказывает Роберте, чем сейчас занят Мерфи и как под его знаменем собираются люди. Также он рассказывает, где Мерфи спрятал Люси, и Док с Эдди едут за ней. Позже, не в силах противостоять контролю Мерфи из-за окончания эффекта вакцины, 10 тысяч сбегает. К Мерфи приходит Человек и пытается взять его в плен, но, приняв за Люси другую девочку, сам оказывается пленником. Гражданин Z и Кайя восстанавливают энергоснабжение на базе Северный свет и выходят в эфир. Роберта, Сун Мей и Гектор подъезжают к городу Мерфи и видят, как там запускают электричество. |            |                                                                    |                      |                           |                  |                     |
| 37 | 9          | «День выборов» «Election Day»                                      | Эндрю Дразек         | Делондра Уилльямс         | 4 ноября 2016    | 0,87                |
| Док и Эдди во время своего путешествия снова встречают Скези и Скетчи, на этот раз — в роли кандидатов на пост президента восстанавливающихся США и теперь колесящих по стране в поисках избирателей. Пока эксцентричная парочка разыгрывает идиотский спектакль перед жителями маленькой деревушки, Доку приходится спасать людей от настоящей опасности. |            |                                                                    |                      |                           |                  |                     |
| 38 | 10         | «Сердце полное тьмы» «Heart of Darkness»                           | Абрам Кокс           | Майкл Кассутт             | 11 ноября 2016   | 0,92                |
| Роберта понимает, что теперь Мерфи голыми руками не взять. Она решает найти сторонников, готовых помочь ей вытащить новоявленного бога из его логова и ищет встречи с Краснорукими и их лидером Скорпионом. К её ужасу, это оказывается сошедший с ума Васкес. Встреча с ним заканчивается трагедией. Тем временем Док и Эдди находят дом, где живет Люси. |            |                                                                    |                      |                           |                  |                     |
| 39 | 11         | «Они растут так быстро» «They Grow Up So Quickly»                  | Александр Йеллен     | Крэйг Энглер              | 18 ноября 2016   | 0,77                |
| Док и Эдди удивлены, что Люси, которой всего 2 года, выглядит на все пять, а также, как и отец, может повелевать зомби. Затем они попадают в плен к ее опекунам. После ряда опасных для жизни недоразумений, укушенные Мерфи опекуны девочки соглашаются отпустить её к отцу, но появившийся на ферме Человек перехватывает Люси и увозит собой, подвергая по дороге пыткам; выясняется, что Мерфи чувствует, когда его дочери причиняют боль. Во время пытки Люси становится вдвое старше. Эдди бросается в погоню, а Док ищет радиовышку. Тем временем Мерфи ставит вернувшемуся под его контроль 10 тысяч задачу — найти и привести к нему Роберту. |            |                                                                    |                      |                           |                  |                     |
| 40 | 12         | «Ангелы Дока» «Doc's Angels»                                       | Йоссеф Делара        | Наталия Фернандес         | 25 ноября 2016   | 1,01                |
| В поисках радиовышки Док знакомится с тремя женщинами, живущими в заброшенном бутафорском замке, где есть радиомачта. Женщины ведут себя странно и, как показывают дальнейшие события, отнюдь не безобидны. Доку удается связаться с Гражданином Z и доложить о ситуации, после чего он едва уносит ноги, оставив обезумевшим хозяйкам замка клочок своей бороды на память. |            |                                                                    |                      |                           |                  |                     |
| 41 | 13         | «Осада Мёрфитауна» «The Siege of Murphytown»                       | Дэн Мерчант          | Дэн Мерчант               | 2 декабря 2016   | 0,74                |
| Роберта, Сун Мей и Краснорукие проникают в цитадель Мерфи и устраивают переполох. 10 тысяч встречает Красную и её брата, которого из-за подражания себя называет 5 тысяч. Все краснорукие погибают, а Роберта захватывает Мерфи и обнаруживает, что в нем развилась тяга пожирать человеческие мозги. В это время из Арктики прилетает Гражданин Z и сообщает о случившемся с Люси. Мерфи и Роберта вынуждены на время забыть о вражде и отправляются спасать девочку. |            |                                                                    |                      |                           |                  |                     |
| 42 | 14         | «Дуэль» «Duel»                                                     | Дженнифер Дервингсон | Дженнифер Дервингсон      | 9 декабря 2016   | 0,76                |
| Эдди настигает Человека и после нескольких жестоких схваток забирает Люси. Но Человек не сдается. Люси несколько раз переходит из рук в руки, пока Человек не одерживает верх. Подросшая ещё на несколько лет за час Люси все же успевает отправить одного из зомби с вестью о себе. |            |                                                                    |                      |                           |                  |                     |
| 43 | 15         | «Все умирают в конце» «Everybody Dies in the End»                  | Абрам Кокс           | Абрам Кокс                | 16 декабря 2016  | 0,87                |
| Человек привозит Люси на тайную базу в горах и вызывает транспорт для эвакуации. Док и Эдди подбирают голосующего на дороге дедушку-зомби, который показывает им дорогу к базе. Чуть позже туда приезжают Роберта, Мерфи, Красная и умирающий 10 тысяч. Проникнув на базу, они спасают 10 тысяч, после чего настигают Человека и Мерфи впервые встречается со своей дочерью. Но Человек вступает с группой в драку, во время которой он стреляет в Мерфи. Пуля, пройдя насквозь Мерфи, поражает и находящуюся позади Роберту. Человек, захватив Люси, пытается сесть в прилетевший из Зоны необычного вида конвертоплан, но Эдди сталкивает его со скалы и падает с ним сама. |            |                                                                    |                      |                           |                  |                     |

### Сезон 4 (2017)
| № общий | № в сезоне | Название                                                        | Режиссёр             | Автор сценария            | Дата премьеры    | Зрители в США (млн) |
| --- | ---------- | --------------------------------------------------------------- | -------------------- | ------------------------- | ---------------- | ------------------- |
| 44 | 1          | «Warren's Dream / Сон Уоррен»                                   | Абрам Кокс           | Карл Шефер                | 29 сентября 2017 | 0,58                |
| Пребывающая в коме после ранения Роберта видит сны, где перед ней предстает дымная дуга, которую она называет черной радугой. Очнувшись она обнаруживает, что прошло два года. Появившийся перед ней Мерфи, окончательно похожий на живого человека, объясняет ей, что они находятся в Зоне, изолированном месте, где избранные богатые люди живут так, как жили до апокалипсиса. Мерфи знакомит Роберту с основателем этого места и сообщает, что их спутники по миссии погибли, а обстановка в остальном мире ухудшилась. На самом деле Док находит живущих уединенно в лесу 10 тысяч и Красную и рассказывает им о безопасной зоне под названием Новомерика. Туда уже пытаются попасть лишившаяся глаза после схватки с Человеком Эдди и подросшая Люси, но по пути обеих захватывают агенты Зоны. Роберта чувствует, что с Зоной что-то не так и предпринимает попытку побега.                                                        |            |                                                                 |                      |                           |                  |                     |
| 45 | 2          | «Escape from Zona / Побег из Зоны»                              | Абрам Кокс           | Джон Хайамс               | 6 октября 2017   | 0,55                |
| Доктор Таллер, которого когда-то пытались спасти от Человека обращает внимание Роберты и Мерфи на странное поведение жителей Зоны из-за побочного действия вакцины и призывает их бежать, пока не поздно. 10 тысяч и Док вместе с тремя военными отправляются навстречу конвою и обнаруживают грузовики брошенными, а затем их атакуют агенты Зоны. Один из солдат, искавших конвой, погибает, но когда обращается, продолжает нападать, несмотря на попадания в голову. В итоге им приходится возвращаться в лагерь беженцев ни с чем. По возвращении лагерь оказывается пустым. Роберта и Мерфи улетают из Зоны на вертолете. |            |                                                                 |                      |                           |                  |                     |
| 46 | 3          | «The Vanishing / Исчезновение»                                  | Александр Йеллен     | Джон Хайамс               | 13 октября 2017  | 0,58                |
| Высадившись на материке, Мерфи и Роберта спасают захваченную агентом Зоны Люси, после чего прибывают в лагерь, где встречают Дока. Двое военных, лейтенант Мюллер и сержант Лилли, покидают лагерь, чтобы вернуть отправившегося искать Красную 10 тысяч. В результате Мюллер погибает. В лагере Роберта и остальные пытаются понять, куда пропали люди и случайно находят прятавшегося в шкафу беженца, который из-за случившегося лишился рассудка. Скоро и он загадочно пропадает. Вернувшаяся сержант Лилли собирается отвезти оставшихся людей в Новомерику, но Роберта собирается идти на восток. В итоге остальные присоединяются к ней. |            |                                                                 |                      |                           |                  |                     |
| 47 | 4          | «A New Mission: Keep Moving / Новая Миссия: не останавливаться» | Кит Аллан            | Делондра Уилльямс         | 20 октября 2017  | 0,62                |
| Путники пробираются через большую автомобильную свалку. Мерфи пытается наладить отношения с Люси и спасает её от вновь пытающихся похитить её агентов Зоны. Затем их грабят конченые. Роберта пытается объяснить свои видения и продолжает путь на восток. Остальным ничего не остается, кроме как следовать за ней. |            |                                                                 |                      |                           |                  |                     |
| 48 | 5          | «The Unknowns / Неизвестные»                                    | Джейсон МакКи        | Крэйг Энглер              | 27 октября 2017  | 0,60                |
| Группа натыкается на брошенный посреди дороги грузовик, который оказывается ловушкой. В дальнейшем все шестеро оказываются в заточении, где вынуждены бороться за свои жизни. |            |                                                                 |                      |                           |                  |                     |
| 49 | 6          | «Back From the Undead / Возвращение из бессмертных»             | Александр Йеллен     | Майкл Кассутт             | 3 ноября 2017    | 0,58                |
| Следуя за черной радугой, Роберта привозит свою команду в заброшенный биомедицинский исследовательский центр. Пока остальные пытаются спасти укушенного Мерфи, Роберта отправляется в лабораторию и находит там некий препарат. Люси, пытаясь спасти Мерфи, кусает его и становится ещё старше. Мерфи и Док, увидев это, просят больше не кусаться, после чего Док, 10 тысяч и Лилли уходят искать Роберту и обнаруживают, что в лабораториях ставили опыты над людьми, создавая искусственные уродства. Люси, проведя время рядом с умирающим отцом, понимает, как сильно любит его и, несмотря на его протесты, кусает его, отдавая всю жизненную силу и умирает от старости. |            |                                                                 |                      |                           |                  |                     |
| 50 | 7          | «Warren's Wedding / Свадьба Уоррена»                            | Стивен Грэм          | Стивен Грэм               | 10 ноября 2017   | 0,65                |
| Потеряв единственное любящее его и любимое им существо, Мерфи ударяется в безрассудную жажду мщения. В итоге вся компания попадает в буквально сумасшедший дом, из которого чудом выбирается без потерь. После случившегося Роберта решает не доверять своим галлюцинациям и дает указание ехать в Новомерику. |            |                                                                 |                      |                           |                  |                     |
| 51 | 8          | «Crisis of Faith / Кризис веры»                                 | Дженнифер Дервингсон | Дженнифер Дервингсон      | 17 ноября 2017   | 0,64                |
| База Северный свет подвергается нападению агентов Зоны. Роберта и остальные оказываются заблокированы в церкви на канадской границе, вскоре там появляется незнакомец, разыскивающий хранящуюся в церкви реликвию. |            |                                                                 |                      |                           |                  |                     |
| 52 | 9          | «We Interrupt This Program / Мы прерываем эту программу»        | Дэн Мерчант          | Дэн Мерчант               | 24 ноября 2017   | 0,62                |
| Гражданин z прибивает на базу Северный свет и пытается помочь Кайе выгнать непрошеных гостей, впрочем те уходят сами, получив то зачем пришли. Роберта и её друзья в поисках передатчика, способного связаться с Северным светом, приходят в телецентр в небольшом городе и используют его оборудование. Одновременно показывают флешбэк, что творилось на телевидении в момент начала апокалипсиса. Наконец связь установлена и Роберта узнает от Гражданина 7, что агенты Зоны забрали из его компьютера информацию о черной радуге. |            |                                                                 |                      |                           |                  |                     |
| 53 | 10         | «Frenemies / Друзья-враги»                                      | Хуан А. Ма           | Абрам Кокс                | 1 декабря 2017   | 0,52                |
| Пробираясь через утонувший в мыльной пене Чикаго, группа разделяется. Док и Мерфи, а позже 10 тысяч и Лилли натыкаются на парикмахерскую, которой заправляет странный человек, ранее знакомый Доку. Здесь же уже находится незадачливая парочка мошенников Скетчи и Сквизи. Роберту, заблудившуюся в пене выводит призрак доктора Тайлера. Вскоре её находят остальные, чудом пережившие трагикомичные приключения. |            |                                                                 |                      |                           |                  |                     |
| 54 | 11         | «Return to Mercy Labs / Возвращение в лабораторию Милосердия»   | Джоди Бинсток        | Джоди Бинсток             | 8 декабря 2017   | 0,57                |
| Роберта и ее спутники посещают место, где они впервые сразились с Человеком. Пока остальные ищут источник питания для рации, Роберта в трансе находит сейф из которого извлекает ещё сосуды наподобие найденного в биомедицинском центре. Чтобы обеспечить связь с базой Северный свет Роберте приходится принимать непростые решения. Когда это удается сделать Кайя рассказывает о цели Черной радуги. Так перед Робертой встает очередная задача, из-за которой ей и её друзьям приходится отправиться в Вашингтон. |            |                                                                 |                      |                           |                  |                     |
| 55 | 12         | «Mt. Weather»                                                   | Дэн Мерчант          | Крэйг Энглер              | 15 декабря 2017  | 0,61                |
| Чтобы предотвратить использование Зоной биологического оружия "Черная радуга", которое должно очистить землю от оставшихся в живых людей, путешественникам нужен отпечаток пальца президента США. Они находят бункер в котором прячется уцелевший президент США и двое её охранников. Но агенты Зоны уже опередили Роберту, кроме того выясняется, что пальцы отрезали не у того президента. Роберта отправляется на поиски действовавшего на момент начала апокалипсиса президента, но вскоре выясняется, что женщина-президент не заинтересована в предотвращении Черной радуги". |            |                                                                 |                      |                           |                  |                     |
| 56 | 13         | «The Black Rainbow / Чёрная радуга»                             | Абрам Кокс           | Карл Шефер и Дэниел Шефер | 15 декабря 2017  | 0,56                |
| Прибыв в Вашингтон Роберта в состоянии транса проводит своих спутников в подземный бункер, откуда должен произойти запуск черной радуги. Используя найденного ими зомби-президента они получают доступ к управлению беспилотником, который должен выпустить минидроны с опасным реагентом. Автоматически вводя нужные коды, Роберта в какой-то момент понимает, что Зона использует её в темную и она не предотвращает, а ускоряет запуск беспилотника. Она спешит на стартовую площадку и преодолев сопротивление оставшегося агента Зоны, пытается зарядить в беспилотник сосуды найденные в Биомедицинском центре и лаборатории милосердия. Но не успевает покинуть беспилотник и улетает на нем. Прибежавшие Док, 10 тысяч, Лилли и Мерфи, который в схватке с агентом Зоны подвергся воздействию частиц Черной радуги и теперь получил красную кожу, смотрят, как взлетевший беспилотник разбрасывает дроны с биологическим оружием. |            |                                                                 |                      |                           |                  |                     |

### Сезон 5 (2018)
| № общий | № в сезоне | Название                                                             | Режиссёр             | Автор сценария       | Дата премьеры   | Зрители в США (млн) |
| --- | ---------- | -------------------------------------------------------------------- | -------------------- | -------------------- | --------------- | ------------------- |
| 57 | 1          | «Welcome to the Newpocalypse» «Добро пожаловать в Новый апокалипсис» | Абрам Кокс           | Карл Шефер           | 5 октября 2018  | 0.54                |
| Уцелевшую после крушения беспилотника Роберту спасает одинокий фермер Купер. Док, 10 тысяч и Лилли веду группу выживших в Новомерику, которая оказывается далеко не тем, чем казалось. Мерфи оставляет их и пытается найти Роберту, в чем ему помогает поедание мозгов зомби, из за чего он получает их воспоминания. |            |                                                                      |                      |                      |                 |                     |
| 58 | 2          | «A New Life» «Новая жизнь»                                           | Александр Йеллен     | Майкл Кассутт        | 12 октября 2018 | 0.51                |
| Док, Лилли и 10 тысяч начинают обживаться в безопасном месте Альтура, там они встречают пропавших ранее доктора Сун Мей и Красную, а также Гражданина Z. Также здесь вместе с живыми сосуществуют «говорящие» зомби — мертвецы, сохраняющие свое человеческое начало благодаря специальным бисквитам. Позже туда приходят оставившая Купера Роберта и Мерфи. Роберта, как оказалось, когда-то спасла одного из лидеров Новомерики Джорджию. Жители готовятся принять всеобщий акт о равенстве, но по окончании референдума в зале происходит взрыв. |            |                                                                      |                      |                      |                 |                     |
| 59 | 3          | «Escape from Altura» «Побег из Алтуры»                               | Александр Йеллен     | Дэн Мерчант          | 19 октября 2018 | 0.37                |
| После произошедшего взрыва начинается переполох. Живые обвиняют в происшествии говорящих, в том числе Мерфи и тот вынужден сбежать. Из-за того, что говорящим не выдали вовремя достаточно бисквитов, те обращаются в обычных зомби и начинают убивать живых. В схватке с ними погибает Лилли, а 10 тысяч теряет руку. Роберта, Док. Джорджия и Гражданин z также покидают Альтуру и направляются в поселение Пацифику, Джорджия считает, что там прячется говорящий Данте, бывший военный, которого обвиняют в диверсии. |            |                                                                      |                      |                      |                 |                     |
| 60 | 4          | «Pacifica» «Пацифика»                                                | Джоди Бинсток        | Джоди Бинсток        | 26 октября 2018 | 0.40                |
| Прибыв в Пацифику, Джорджия обнаруживает, что часть живых ополчилась против говорящих. Ночью все говорящие покидают селение и Роберта со своими друзьями отправляется на их поиски. 10 тысяч и Красная пытаются возобновить прерванные отношения. Данте собирается натравить на Пацифику толпы зомби. |            |                                                                      |                      |                      |                 |                     |
| 61 | 5          | «Killing All The Books» «Убить все книги разом»                      | Хуан А. Мас          | Дженнифер Дервингсон | 2 ноября 2018   | 0.46                |
| Пацифика подверглась нападению зомби. Джорджия впадает в отчаяние, видя, что её труды оказались напрасными. Прибывшие из Альтуры военные эвакуируют живых людей, оставляя погибших, превратившихся в говорящих. Тем временем 10 тысяч открывает тайну атак на Альтуру и Пацифику. Роберта, Джорджия и Док отправляются на поиски необходимых говорящим бисквитов, а также Данте. |            |                                                                      |                      |                      |                 |                     |
| 62 | 6          | «Limbo»                                                              | Дэн Мерчант          | Делондра Уилльямс    | 9 ноября 2018   | 0.46                |
| Роберта и остальные находят убежище в селении Лимбо, которым заправляет Мерфи, устроивший здесь центр развлечения и убежище говорящих и полукровок. По глупости теряется весь запас бисквитов, а вскоре в Лимбо прибывает считавшаяся пропавшей Эдди, которая успела подружиться с Данте и другими говорящими. Сам Данте тоже прячется неподалеку и отрицает свою причастность к атакам на поселения. Появившиеся в Лимбо солдаты Альтуры арестовывают Данте и забирают с собой. После их ухода в Лимбо появляется 10 тысяч и рассказывает, что он узнал. |            |                                                                      |                      |                      |                 |                     |
| 63 | 7          | «Doc's Stoned History»                                               | Джаред Брили         | Колен Редмонд        | 16 ноября 2018  | 0.53                |
| Джорджия и Док едут в Альтуру, чтобы обеспечить справедливый суд над Данте, а Роберта и остальные отправляются в пекарню, чтобы запастись бисквитами. Пекарней ведают двое бестолковых братьев, поэтому Роберте и Мерфи приходится пройти через некоторые приключения, прежде чем они получат то, зачем пришли. Док по дороге рассказывает Джорджии, как отцы-основатели создавали такие исторические документы, как конституция и билль о правах. Вскоре они догоняют машину из Альтуры и обнаруживают конвоиров убитыми, а Данте расчлененным. |            |                                                                      |                      |                      |                 |                     |
| 64 | 8          | «Heartland»                                                          | Стивен Грэм          | Стивен Грэм          | 23 ноября 2018  | 0.45                |
| Роберта, Эдди, 10 тысяч и вернувшиеся к ним Джорджия и Док приезжают на ферму, где производят муку для производства бисквита. Из-за прекращения подачи воды урожаю пшеницы грозит гибель, к тому же выясняется, что кое-кто очень не хочет возобновления поставок бисквитов для ходячих. 10 тысяч ловит виновных, но не узнает их, что позволяет им скрыться. |            |                                                                      |                      |                      |                 |                     |
| 65 | 9          | «Water Keepers»                                                      | Дженнифер Дервингсон | Дженнифер Дервингсон | 30 ноября 2018  | 0.44                |
| Чтобы возобновить водоснабжение, Роберта, Док, Джорджия и 10 тысяч приезжают на плотину, где встречают старых знакомых индейцев, с которыми когда-то пережили зомби-цунами у Большого каньона. Плотина нуждается в ремонте, поэтому Роберта и остальные решают помочь вождю. Предатель-говорящий пытается помешать им. |            |                                                                      |                      |                      |                 |                     |
| 66 | 10         | «State of Mine»                                                      | Стюарт Ачер          | Дэн Мерчант          | 7 декабря 2018  | 0.47                |
| Покинув индейцев, Роберта и её друзья попадают на автомобильную свалку, где видят, как говорящие под присмотром солдат Альтуры собирают предметы, содержащие литий. Выясняется, что потребление лития возвращает говорящим сознание, а под грудами хлама скрывается смертоносный киборг-мертвец, который жестоко защищает свою территорию, как от живых, так и от мертвых. |            |                                                                      |                      |                      |                 |                     |
| 67 | 11         | «Hackerville»                                                        | Джейсон МакКи        | Майкл Кассутт        | 14 декабря 2018 | 0.43                |
| Роберта, Джорджия и Гражданин Z встречают группу хакеров, которые помогают им получить доступ к компьютерам Альтуры. В самой Алтуре Кайя пробирается в кабинет правителя Алтуры Эстеса и подключается к его компьютеру. Герои хотят выяснить, кто устроил взрыв во время голосования. Сам Эстес выслеживает и пытается похитить говорящих, скрывающихся в Лимбо. Мерфи, используя свои способности, не дает этого сделать. |            |                                                                      |                      |                      |                 |                     |
| 68 | 12         | «At All Cost»                                                        | Дэн Мерчант          | Дэн Мерчант          | 21 декабря 2018 | 0.40                |
| Роберта, Джорджия и Гражданин Z возвращаются в Алтуру, чтобы не дать Эстесу получить всю полноту власти в Новомерике. Женщин раскрывают и берут в плен. Доктор Сан Мей наконец находит лекарство от зомби-вируса, способное обернуть вспять процесс зомби, но погибает. Перед смертью она просит Роберту, вырвавшуюся из плена, изъять её мозг и отдать его Мерфи. Сам Мерфи, Док, Эдди и 10 тысяч собирают армию говорящих, чтобы помочь живым избавиться от тирании Эстеса. |            |                                                                      |                      |                      |                 |                     |
| 69 | 13         | «The End of Everything»                                              | Александр Йеллен     | Карл Шефер           | 28 декабря 2018 | 0.48                |
| Обманом выманив из Алтуры её солдат, Эдди и Мерфи приходят в оставшийся без охраны город, приведя в него говорящих. Эстес путается в своих интригах и чуть не губит всех. Выясняется, что Роберта сама говорящая, а частица Мерфи в её организме освобождает от необходимости есть бисквиты или мозги. Наконец все заканчивается в пользу Роберты и её друзей. Обеспечено мирное сосуществование живых и говорящих, а Эстес посажен в тюрьму. За пределами Алтуры Мерфи поедает полученный от Красной мозг доктора Сунь Мей и получает тем самым знания о лекарстве от зомби-вируса. Сериал заканчивается, не давая ответа на вопрос - планирует ли Мерфи поделиться с людьми этой информацией. |            |                                                                      |                      |                      |                 |                     |